# 白映星

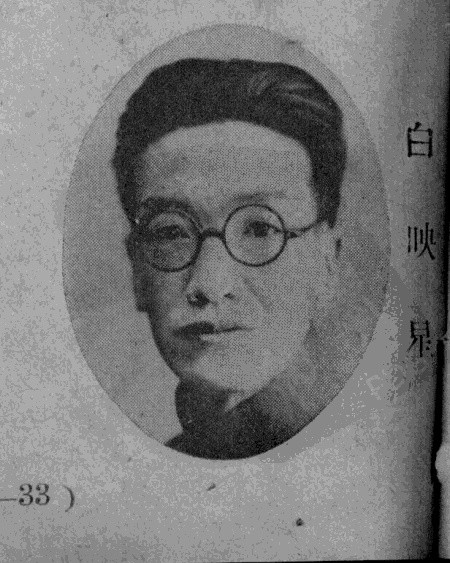
白映星

白映星（1898年—20世纪？），字镜潭，绥远萨拉齐人，中国近代政治人物、教育家。
毕业于北京大学。1925年，协助冯玉祥在绥远所创办的五族学院，并任院长。后任中山学院院长，1933年，因牵连入潘秀仁和学潮事件，改任乡村工作人员训练所副所长等。抗日战争期间，担任绥远民众抗日自卫军委员，后因病去世。
著有《国民军史稿》、《哲学大纲》等。